# Francis Scott Key Fitzgerald
Francis Scott Key Fitzgerald, ameriški pisatelj, * 24. september 1896, Saint Paul, Minnesota, † 21. december 1940, Los Angeles, Kalifornija.
Bil je pripadnik tako imenovane »izgubljene generacije« in velja za enega največjih ameriških pisateljev 20. stoletja. Napisal je 5 romanov (zadnji ni dokončan) in več kratkih zgodb, med katerimi je najbolj znan njegov roman Veliki Gatsby. Po njegovih delih je posneto tudi več filmov.

## Življenje in delo
Odraščal je v mestu Buffalo v zvezni državi New York, vendar se je družina leta 1908 preselila nazaj v Minnesoto. Obiskoval je več šol, večinoma katoliških, saj sta bila oba starša katolika. V tem času se je tudi prvič navdušil nad literaturo in pisanjem. Po končani srednješolski izobrazbi, je Fitzgerald šolanje nadaljeval na prestižni Univerzi Princeton. Leta 1917 se je izpisal iz univerze, da bi se pridružil vojski. Dodelili so mu vojaško pozicijo v Montgomeryju v Alabami, kjer je spoznal Zeldo Sayre, hči vrhovnega sodnika, in se vanjo zaljubil. Fitzgerald in Zelda sta se zaročila, vendar je Zelda zaroko razdrla. Fitzgerald je začel piti, se vrnil k staršem in začel pisati roman Tostran raja, ki je čez noč postal velika uspešnica. Z Zeldo sta se kljub vsemu pozneje poročila. Fitzgerald je prijateljeval z mnogimi znanimi pisatelji svojega časa: Jamesom Joyceom, Ernestom Hemingwayjem in T. S. Eliotom.
Fitzgeraldov čas, dvajseta leta dvajsetega stoletja, so bila zaradi lagodnega življenja v Ameriki poznana tudi kot »zlata dvajseta«. To je bil čas prohibicije, jazza, preprodaje alkohola, tehnološkega napredka, večje tolerance in sprejemanja marginalnih osebnosti, obenem pa je tudi povojni čas, ki je ustvaril »izgubljeno generacijo«, katere osnovni lastnosti naj bi bili dezorientacija in brezciljnost. Fitzgerald je bil zelo ambiciozen, ameriški sanjač, ki se je že v mladosti odločil, da bo bogat in slaven pisatelj. Njegova obsedenost z bogastvom je razvidna tudi iz njegovih delih, predvsem v romanu Veliki Gatsby. Roman je izšel aprila leta 1925 in je bil v slovenščino prvič preveden leta 1961. Naslovni junak romana, Jay Gatsby, sovraži revščino in si na vsak način želi postati premožen in prepoznaven, da bi osvojil ljubezen svojega življenja - Daisy Buchanan. Kljub temu, da gre za njegovo danes najbolj priljubljeno delo, je roman ob izidu doživel izredno slabe kritike. Med njegova druga znana dela sodijo: romani Tostran raja, Nežna je noč in The Beautiful And Damned, več kratkih zgodb in novel ter nedokončan roman The Love of the Last Tycoon.
Fitzgerald je imel večji del svojega življenja težave z alkoholizmom. Umrl je leta 1940 po hudem srčnem napadu. Star je bil komaj 44 let.